# Julia Francés
Julia Francès Sáinz de Pablo (Alfaro, 9 de gener de 1879 — El Puerto de Santa María, ??), coneguda com a Hermana Julia, va ser una religiosa de l'ordre de les Carmelites de la Caritat i educadora, filla adoptiva de la ciutat gaditana de El Puerto de Santa María.
Als dinou anys, a Vitòria, Julia Francès va ingressar a la comunitat de les Carmelites de la Caritat; uns anys més tard va ser destinada a Sevilla, a l'escola de la Macarena i el 1928 va arribar a Cadis. El 21 de febrer de 1973 va celebrar 45 anys de docència continuada al Col·legi de les Herrmanas Carmelites de la Caritat d'El Puerto de Santa María i, a la vegada, les seves noces de diamant com a religiosa. Aquell mateix any, el 8 de juny, l'Ajuntament d'El Puerto de Santa María, juntament amb representants de la vida social portuense, van retre-li homenatge per la seva trajectòria i van concedir-li el títol de filla adoptiva de la ciutat.
Julia Francès va dedicar la seva vida a l'educació de nombroses generacions de nenes en una època en què l'educació es considerava pròpia dels homes, de manera que les dones molt sovint només rebien una mínima formació.